# Гъмза
Вижте пояснителната страница за други значения на Гъмза.
Гъмза или Кадарка е винен сорт грозде, отглеждан в България от стари времена. Разпространен е предимно в северозападна и централна Северна България. Среща се и в Сърбия, Румъния, Унгария, Словакия, Франция, Австрия, Турция и Молдова.
Известен е още с наименованията: Кадарка (Унгария, Румъния), Гимза, Кадарка бльо, Кадарка кек, Кадарка модра, Кадарка фекете, Кадарка черна, Черна гижа (Видинско), Скадарка, Мекиш, Четерешка (Македония, Сърбия). 
Късно зреещ винен сорт. Гроздето му узрява през втората половина на септември. Най-подходящи за него са проветривите места на хълмове със сравнително богати почви с добро изложение. Има среден растеж, висока родовитост и висок добив. Гроздето му се напуква и загнива.
Гроздът е средно голям, цилиндрично-коничен, сбит. Дръжката е къса, дебела, крехка. Зърното е средно едро, при по-рехавите гроздове е сферично, а при по-сбитите е с овална форма, сплескано към дръжката. Ципата е тънка, лесно се пука при дъжд в периода на зреене, обагрена е тъмносиньо, с изобилен восъчен налеп. Месестата част е сочна, с хармоничен вкус. Семката е дребна, сплескана.
От гроздето се получават червени трапезни и десертни вина. Те са плътни, пивки и хармонични, но са променливи като качество, в зависимост от района и реколтата.